# Hans von Bülow (Politiker, 1774)

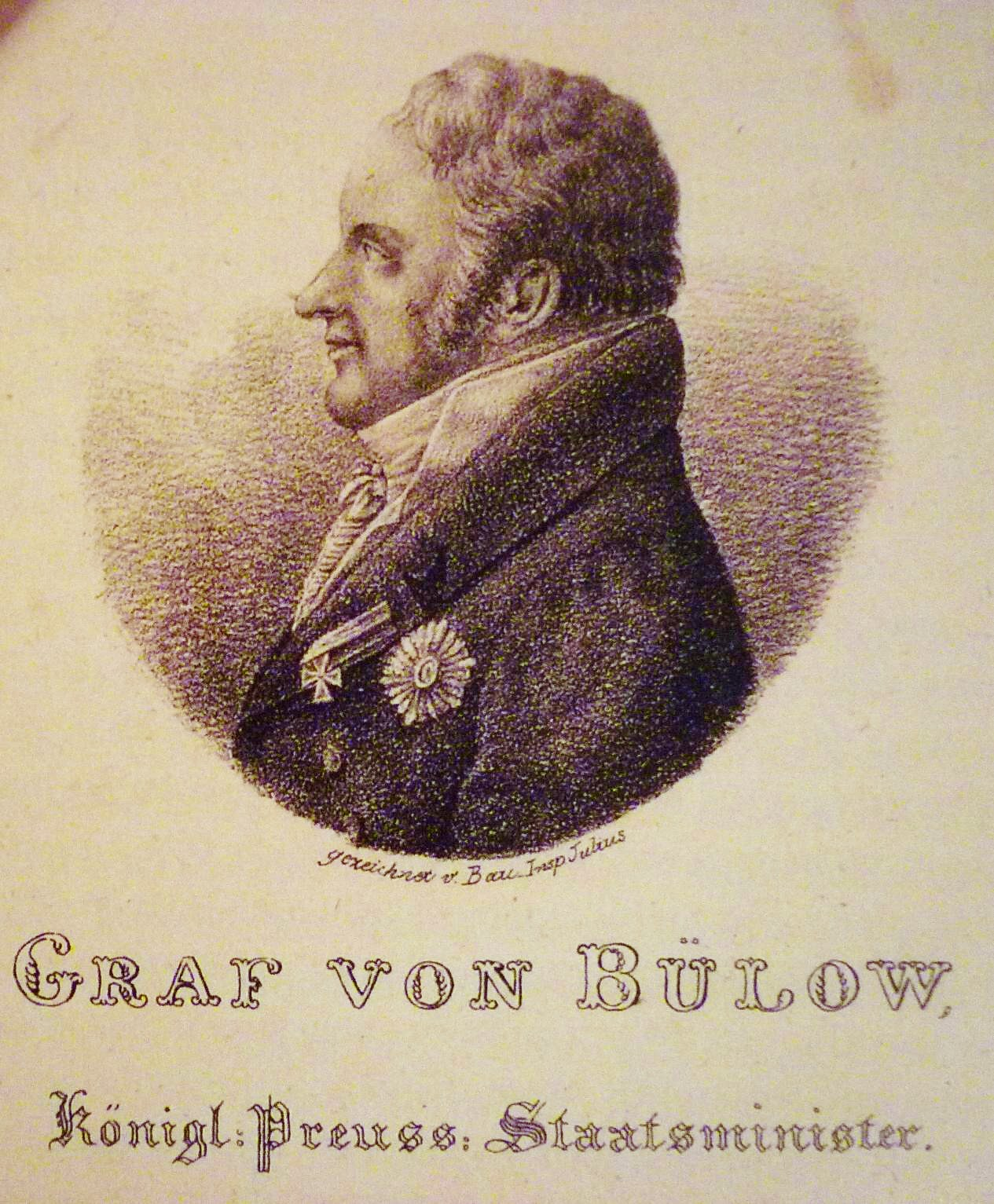
Ludwig Friedrich Victor Hans Graf von Bülow, Lithographie 19. Jahrhundert

Ludwig Friedrich Victor Hans von Bülow, seit 1810/16 Graf von Bülow, (* 14. Juli 1774 in Essenrode; † 11. August 1825 in Landeck in Schlesien) war ein preußischer und westphälischer Staatsmann.

## Herkunft
Hans Graf von Bülow entstammte dem mecklenburgischen Uradelsgeschlecht derer von Bülow und war der Sohn des lüneburgischen Landschaftsdirektors Friedrich Ernst von Bülow (1736–1802) und jüngerer Halbbruder des Juristen und Regierungspräsidenten Friedrich von Bülow (1762–1827). Sein Vetter war der preußische Reformer und Staatskanzler Karl August von Hardenberg.

## Leben
Nach dem Besuch der Ritterakademie Lüneburg (1774–1791) studierte er 1791–1794 Rechtswissenschaften an der Universität Göttingen. Nach 1794 trat er als Referendar in preußische Dienste und stieg 1805 zum Präsidenten einer Kammerverwaltung auf.
Hans Graf von Bülow war vor 1807 der Präsident der Kurmärkischen Kriegs- und Domänenkammer in Magdeburg. 1808 wurde er in den Staatsrat des 1807 durch ein napoleonisches Dekret gebildeten Königreichs Westphalen berufen. Dort leitete er die Sektion Finanzen, Handel und Schatz. Er arbeitete an der Errichtung eines öffentlichen Haushalts und dem Dekret zur Gründung der Generalamortisationskasse des Königreichs mit. In dieser Funktion begann er nach dem Prinzip der freien Marktwirtschaft, beeinflusst durch die Ideen Adam Smiths, die Abschaffung von Vorrechten auf alle größeren Abgaben der Konsumtion im Königreich, ebenso wie auf die Steuern auf Salz und Akzise.
Vom 8. Mai 1808 bis 1811 folgte von Bülow dem französischen Rechtsgelehrten Jacques Claude Beugnot als Finanzminister Westphalens. Bülows Bemühungen galten der Linderung der Staatsschuld und der Organisation des Steuerwesens vor dem Hintergrund fortwährender Forderungen des Kaisers. Als Gegensteuerung zur rasanten Verschuldung führte er die unbeliebten Zwangsanleihen des Königreichs durch. Im Jahr 1811, während einer Reise zu einer Unterredung mit Napoleon in Paris, in der er erfolglos eine Minderung der Zahlungsverpflichtungen aus den französischen  Domänen im Königreich Westphalen zu erlangen suchte, führten Kreise am Hofe des Königs Jerome eine Konspiration gegen Bülow durch und drängten ihn aus dem Amt. Zu seinem Nachfolger ernannte der König Karl August Malchus aus dem Westphälischen Staatsrat. Nach seiner Entlassung zog er sich unter Observation durch die Hohe Polizei auf seine Privatgüter zurück.
Als das Königreich schließlich zwei Jahre später aufhörte zu existieren, ging von Bülow in preußische Dienste. König Friedrich Wilhelm III. ernannte ihn mit Kabinetsordre vom 26. November 1813 aus dem Hauptquartier Frankfurt am Main zum ersten preußischen Finanzminister. Der Befehl ging an den bisherigen Leiter der Finanzverwaltung, den „Staatskanzler Freiherrn von Hardenberg“:
„Ich habe auf Ihren Antrag und um Ihnen bei Ihren in dem gegenwärtigen Zeitpunkte so sehr vermehrten Geschäften, Erleichterung zu verschaffen, beschlossen, das Finanzministerium einem eigenen Minister anzuvertrauen, und dazu den p. von Bülow gewählt, welcher in Meinem Dienst zuletzt als Präsident der Magdeburgschen Kammer vorgesetzt gewesen ist.“
Anschließend leitete er in Preußen das 1818 neu gegründete Ministerium für Handel und Gewerbe. Im Jahre 1825 war er für kurze Zeit Oberpräsident der preußischen Provinz Schlesien.
Hans Graf von Bülow starb im Jahr 1825 im Alter von 51 Jahren an plötzlichem Herzstillstand im niederschlesischen Kurort Landeck in Schlesien.
Er war seit dem 30. Juli 1804 verheiratet mit Jeanette, geborene Schmucker (1781–1855) aus Berlin. Sein Sohn Hans Adolf Karl von Bülow wurde später Ministerpräsident im Herzogtum Mecklenburg-Schwerin, der Sohn Hans Werner Julius von Bülow (1810–1866) wurde Abgeordneter im preußischen Abgeordnetenhaus.